# XIe législature de la Troisième République française
La XIe législature de la IIIe République est un cycle parlementaire qui s'ouvre le 1er juin 1914 et se termine le 7 décembre 1919.
Elle est issue des élections législatives de 1914. 
Le 23 décembre 1914, en raison de la guerre et de la mobilisation massive sur le front, la Chambre des députés adopte l'ajournement de toutes les élections législatives, départementales et communale jusqu'à la fin de la guerre.

## Composition de l'exécutif
Président de la République : 
- Raymond Poincaré (1913-1920)

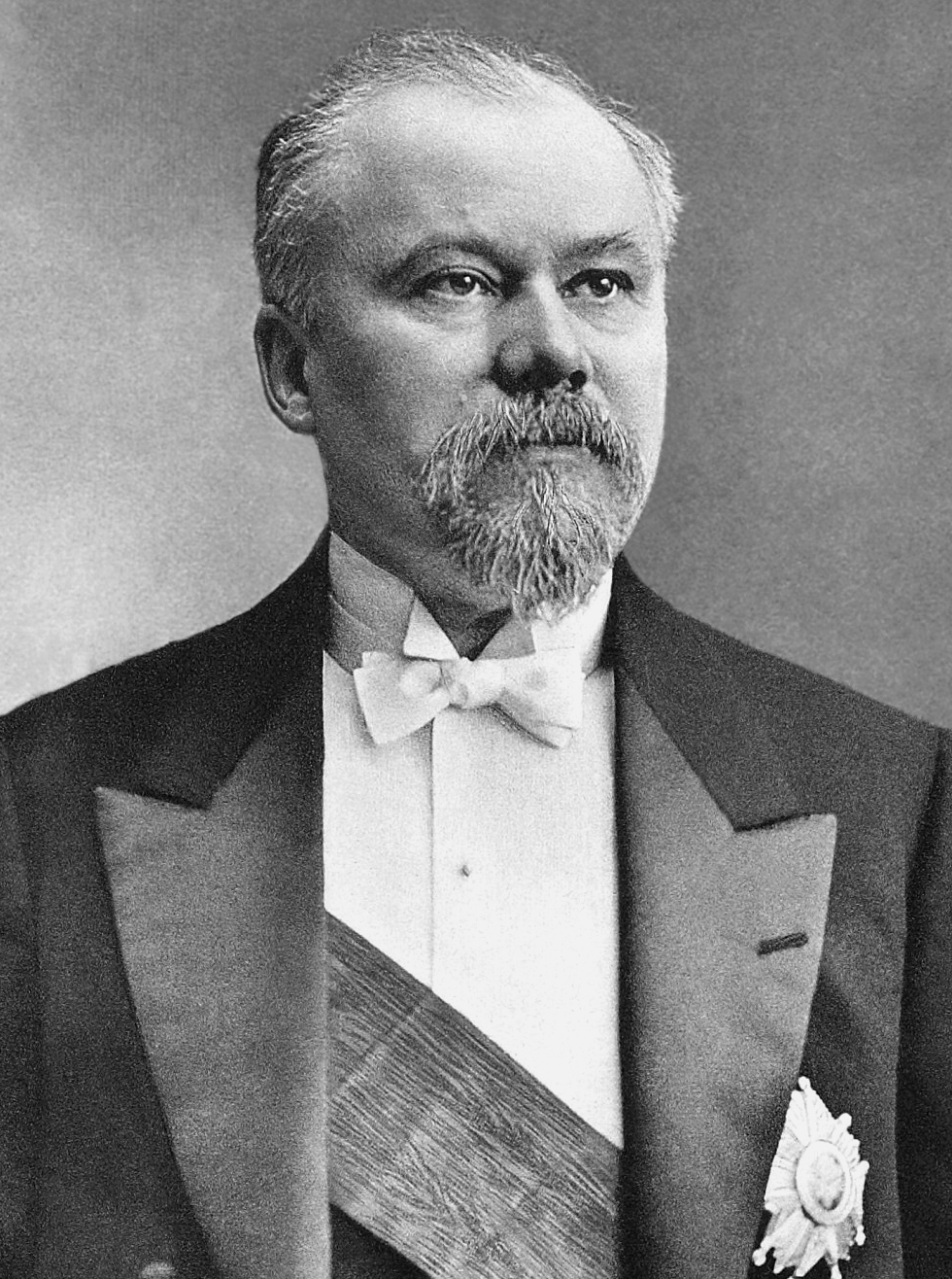
Raymond Poincaré

Président de la Chambre des députés : 
- Paul Deschanel (1912-1920)

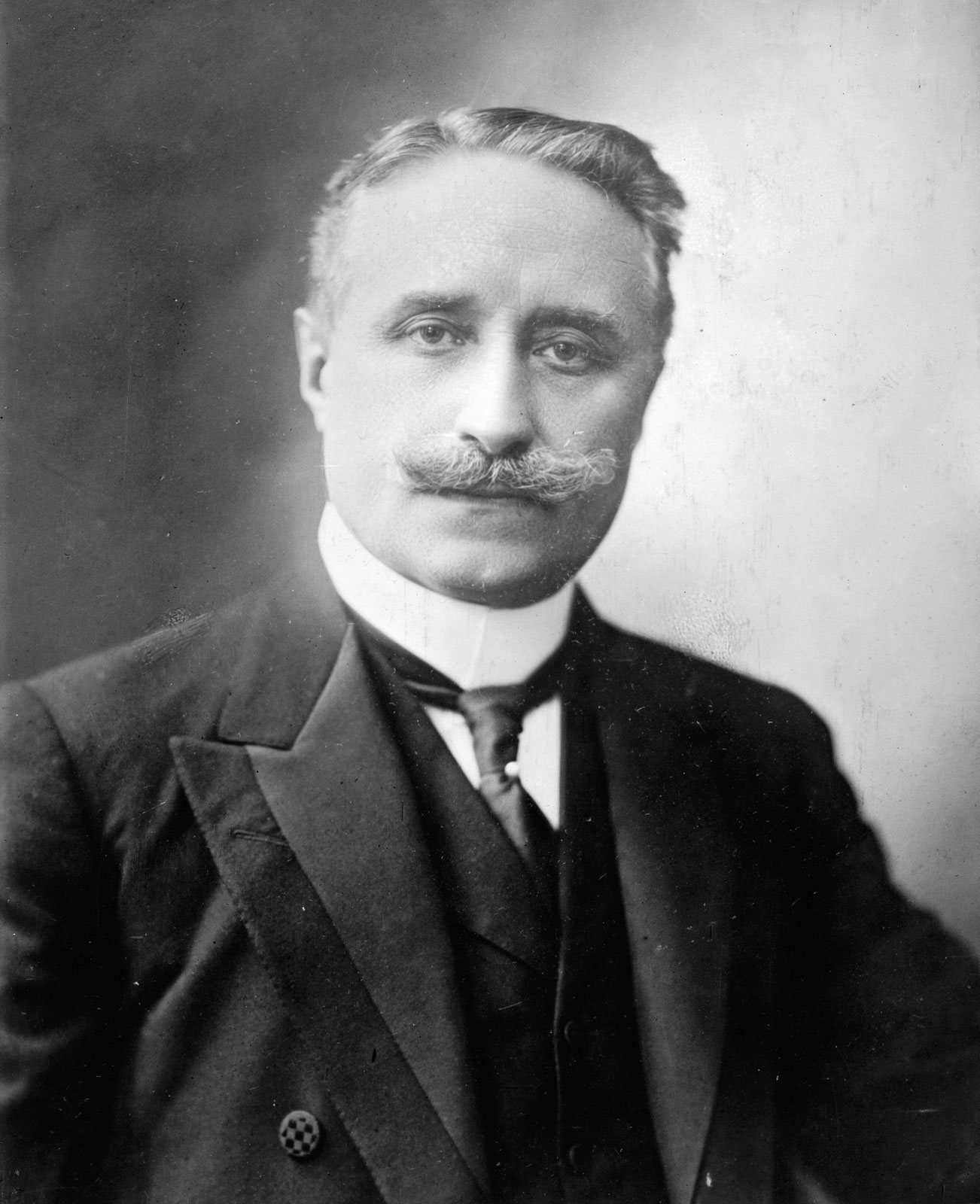
Paul Deschanel

Gouvernements successifs :
| Gouvernement | Gouvernement       | Gouvernement                        | Dates (Durée)                                              | Président du Conseil                                      | Composition initiale                    |
| ------------ | ------------------ | ----------------------------------- | ---------------------------------------------------------- | --------------------------------------------------------- | --------------------------------------- |
| 1            | Alexandre Ribot    | Gouvernement Alexandre Ribot (4)    | du 9 juin 1914 au 12 juin 1914 (3 jours)                   | Alexandre Ribot (FR)                                      | 12 ministres 3 sous-secrétaires d'État  |
| 2            | René Viviani       | Gouvernement René Viviani (1)       | du 13 juin 1914 au 26 août 1914 (74 jours)                 | René Viviani (PRS)                                        | 12 ministres 5 sous-secrétaires d'État  |
| 2            | René Viviani       | Gouvernement René Viviani (2)       | du 26 août 1914 au 29 octobre 1915 (1 an et 64 jours)      | René Viviani (PRS)                                        | 13 ministres 8 sous-secrétaires d'État  |
| 3            | Aristide Briand    | Gouvernement Aristide Briand (5)    | du 29 octobre 1915 au 12 décembre 1916 (1 an et 44 jours)  | Aristide Briand (PRS - Union sacrée)                      | 13 ministres 6 sous-secrétaires d'État  |
| 3            | Aristide Briand    | Gouvernement Aristide Briand (6)    | du 12 décembre 1916 au 17 mars 1917 (95 jours)             | Aristide Briand (PRS - Union sacrée)                      | 10 ministres 8 sous-secrétaires d'État  |
| 4            | Alexandre Ribot    | Gouvernement Alexandre Ribot (5)    | du 20 mars 1917 au 7 septembre 1917 (171 jours)            | Alexandre Ribot (FR - Union sacrée)                       | 16 ministres 10 sous-secrétaires d'État |
| 5            | Paul Painlevé      | Gouvernement Paul Painlevé (1)      | du 12 septembre 1917 au 13 novembre 1917 (62 jours)        | Paul Painlevé (PRS - Union sacrée)                        | 18 ministres 11 sous-secrétaires d'État |
| 6            | Georges Clemenceau | Gouvernement Georges Clemenceau (2) | du 16 novembre 1917 au 18 janvier 1920 (2 ans et 63 jours) | Georges Clemenceau (Radicaux indépendants - Union sacrée) | 14 ministres 18 sous-secrétaires d'État |

## Composition de la Chambre des députés
Présidents: Paul Deschanel
|                                    |                                    |                                           |         |  |
| Groupe parlementaire               | Groupe parlementaire               | Groupe parlementaire                      | Députés |  |
| Groupe parlementaire               | Groupe parlementaire               | Groupe parlementaire                      | Total   |  |
|                                    | PS                                 | Parti socialiste                          | 104     |  |
|                                    | RS                                 | Républicain socialiste                    | 25      |  |
|                                    | PRRS                               | Parti radical et radical-socialiste       | 173     |  |
|                                    | URRS                               | Union républicaine radicale et socialiste | 18      |  |
|                                    | GR                                 | Gauche radicale                           | 69      |  |
|                                    | RG                                 | Républicains de gauche                    | 56      |  |
|                                    | GD                                 | Gauche démocratique                       | 31      |  |
|                                    | FR                                 | Fédération républicaine                   | 37      |  |
|                                    | AL                                 | Action libérale                           | 24      |  |
|                                    | D                                  | Droites                                   | 15      |  |
|                                    |                                    |                                           |         |  |
| Total de députés membre de groupes | Total de députés membre de groupes | Total de députés membre de groupes        | 552     |  |
|                                    | Députés non-inscrits               | Députés non-inscrits                      | 50      |  |
|                                    |                                    |                                           |         |  |
| Total des sièges pourvus           | Total des sièges pourvus           | Total des sièges pourvus                  | 602     |  |

Au cours de cette législature, seize membres de la Chambre des députés sont tués à la guerre et reconnus comme morts pour la patrie.